# 巫宜福
巫宜福，字鞠坡，福建永定縣人，清朝政治人物，進士出身。
嘉慶二十四年（1819年），登進士，選庶吉士，授翰林院编修，国史馆纂修，道光《永定县志》主纂。